# Unadilla (village, New York)
Pour les articles homonymes, voir Unadilla.
Ne doit pas être confondu avec Unadilla (ville, New York).
Unadilla est un village du comté d'Otsego, dans l'État de New York, aux États-Unis,. En 2010, il comptait une population de 1 128 habitants.

## Démographie
Lors du recensement de 2000, le village comptait une population de 1 128 habitants, tandis qu'en 2019, elle est estimée à 1 050 habitants.